# Animador
Um animador é um artista que cria múltiplas imagens, chamadas de quadros, que dão a ilusão de movimento chamada animação quando mostrados em uma sequência rápida.  Animadores podem trabalhar em uma variedade de campos, incluindo filmes, televisão e videogames.  A animação é fortemente relacionada com a produção cinematográfica e tal qual, requer trabalho intensivo, o que significa que trabalhos proeminentes requerem a colaboração de diversos animadores. Os métodos de criação de imagens ou quadros dependem do estilo artístico dos animadores e do seu campo.
Outros artistas que contribuem com desenhos animados, mas não são animadores, incluem artistas de layout  (que fazem o design de cenários, iluminação e ângulos de câmeras), artistas de storyboard (que desenham painéis de ação para o roteiro), e artistas de cenários.  Filmes animados dividem alguns cargos da equipe de filmagem com filmes de live action, como diretor, produtor, engenheiro de som, e editor, mas diferem radicalmente no fato de que na maior parte da história da animação não foram necessárias a maioria dos cargos para a realização do filme como em um filme de live action.
Em produções japonesas de animação feitas à mão, como nos filmes de Hayao Miyazaki, o animador principal lida tanto com o layout como com a animação chave. Alguns animadores do Japão como Mitsuo Iso se responsabilizam por todos os aspectos de suas cenas, tornando-os próximos do papel de diretor.

## Especializações
Na indústria de animação, historicamente os prazos finais forçaram a existência de especializações para reduzir o tempo de uma produção. Das ramificações, pode-se citar o animador de personagem (artistas que se especializam no movimento de personagens, diálogos, atuação, etc.), o animador de efeitos especiais (artistas que animam tudo o que não é um personagem; frequentemente veículos, máquinas e fenômenos naturais, como chuva e neve), o animador inbetweener (artistas que fazem desenhos secundários aos desenhos primários) e o animador de clean-up (artistas que redesenham esboços grosseiros com linhas mais estáveis).
Com o advento da tecnologia 3D, muitos artistas se adaptaram a esse espaço de trabalho para trabalhar com animação.

## Animadores notáveis

### Animação tradicional

#### Animação ocidental
- Os Nove Anciões

- James Baxter
- Glen Keane
- Andreas Deja
- Tom e Tony Bancroft

#### Animação oriental
- Hayao Miyazaki
- Akemi Ôta
- Makoto Shinkai
- Eiichi Yamamoto

### Animação computadorizada
- John Lasseter